# Fortunat von Schubert-Soldern
Fortunat von Schubert-Soldern (* 2. Mai 1867 in Paris; † 20. März 1953 in Wien) war ein österreichischer Kunsthistoriker.

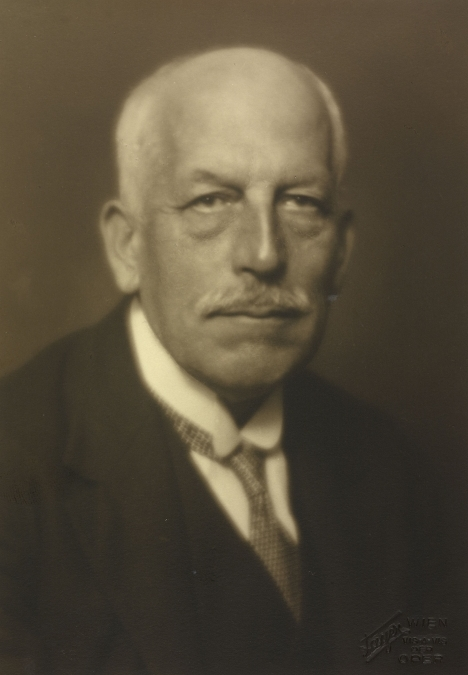
Aufnahme von Georg Fayer (1927)

Fortunat Schubert-Soldern war der Sohn des Malers und Schriftstellers Victor Schubert von Soldern (1834–1912). Er studierte zuerst Rechtswissenschaften an der Universität Prag, wo er 1893 zum Dr. jur. promoviert wurde, danach arbeitete er als Finanzprokurator in Wien. Ab 1897 studierte er Kunstgeschichte an der Universität Wien bei Alois Riegl, dann an der Universität Straßburg, wo er zum Dr. phil. promoviert wurde. Von 1897 bis 1913 war der Direktor der Dresdener Kupferstichsammlung. 1913 wurde er Vorstand der Kunstwissenschaftlichen Abteilung der Zentralkommission für Erforschung und Erhaltung der Kunst- und historischen Denkmale in Wien, ab 1917 war er Vorstand der Zentralkommission, von 1928 bis zu seinem Ruhestand 1931 war er Präsident des aus der Zentralkommission hervorgegangenen Bundesdenkmalamts.
Sein Sohn war der Zoologe Rainer Schubert-Soldern (1900–1974).

## Veröffentlichungen (Auswahl)
- XVIII. Metallbeschlagnahmung in Österreich. In: Paul Clemen (Hrsg.): Kunstschutz im Kriege. Berichte über den Zustand der Kunstdenkmäler auf verschiedenen Kriegsschauplätzen, Leipzig 1919, Band 2, S. 215–221.